# Virandeville
Virandeville és un municipi francès situat al departament de la Manche i a la regió de Normandia. L'any 2007 tenia 787 habitants.

## Demografia

### Població
El 2007 la població de fet de Virandeville era de 787 persones. Hi havia 301 famílies de les quals 66 eren unipersonals (33 homes vivint sols i 33 dones vivint soles), 88 parelles sense fills, 130 parelles amb fills i 17 famílies monoparentals amb fills.
La població ha evolucionat segons el següent gràfic:
Habitants censats

### Habitatges
El 2007 hi havia 325 habitatges, 304 eren l'habitatge principal de la família, 14 eren segones residències i 7 estaven desocupats. 317 eren cases i 6 eren apartaments. Dels 304 habitatges principals, 233 estaven ocupats pels seus propietaris, 67 estaven llogats i ocupats pels llogaters i 4 estaven cedits a títol gratuït; 4 tenien una cambra, 12 en tenien dues, 40 en tenien tres, 80 en tenien quatre i 169 en tenien cinc o més. 191 habitatges disposaven pel capbaix d'una plaça de pàrquing. A 112 habitatges hi havia un automòbil i a 165 n'hi havia dos o més.

### Piràmide de població
La piràmide de població per edats i sexe el 2009 era:
| Homes | Edats   | Dones |
| ----- | ------- | ----- |
| 0     | 95 o +  | 0     |
| 0     | 90 a 94 | 0     |
| 0     | 85 a 89 | 4     |
| 0     | 80 a 84 | 0     |
| 0     | 75 a 79 | 8     |
| 20    | 70 a 74 | 8     |
| 4     | 65 a 69 | 24    |
| 20    | 60 a 64 | 20    |
| 20    | 55 a 59 | 8     |
| 20    | 50 a 54 | 28    |
| 44    | 45 a 49 | 28    |
| 44    | 40 a 44 | 32    |
| 28    | 35 a 39 | 32    |
| 24    | 30 a 34 | 8     |
| 16    | 25 a 29 | 36    |
| 16    | 20 a 24 | 12    |
| 56    | 15 a 19 | 40    |
| 40    | 10 a 14 | 32    |
| 24    | 5 a 9   | 16    |
| 8     | 0 a 4   | 24    |

## Economia
El 2007 la població en edat de treballar era de 525 persones, 390 eren actives i 135 eren inactives. De les 390 persones actives 354 estaven ocupades (202 homes i 152 dones) i 36 estaven aturades (15 homes i 21 dones). De les 135 persones inactives 46 estaven jubilades, 50 estaven estudiant i 39 estaven classificades com a «altres inactius».

### Ingressos
El 2009 a Virandeville hi havia 326 unitats fiscals que integraven 849,5 persones, la mediana anual d'ingressos fiscals per persona era de 18.554 €.

### Activitats econòmiques
Dels 25 establiments que hi havia el 2007, 1 era d'una empresa extractiva, 2 d'empreses alimentàries, 7 d'empreses de construcció, 6 d'empreses de comerç i reparació d'automòbils, 2 d'empreses de transport, 2 d'empreses d'hostatgeria i restauració, 1 d'una empresa immobiliària, 1 d'una empresa de serveis, 2 d'entitats de l'administració pública i 1 d'una empresa classificada com a «altres activitats de serveis».
Dels 11 establiments de servei als particulars que hi havia el 2009, 1 era una funerària, 1 taller de reparació d'automòbils i de material agrícola, 1 taller d'inspecció tècnica de vehicles, 2 guixaires pintors, 3 fusteries, 1 electricista, 1 perruqueria i 1 restaurant.
Dels 2 establiments comercials que hi havia el 2009, 1 era una botiga de menys de 120 m² i 1 una fleca.
L'any 2000 a Virandeville hi havia 31 explotacions agrícoles que ocupaven un total de 627 hectàrees.

## Equipaments sanitaris i escolars
L'únic equipament sanitari que hi havia el 2009 era una farmàcia.
El 2009 hi havia una escola elemental.

## Poblacions més properes
El següent diagrama mostra les poblacions més properes.